# Gustav Adolf Merkel
Gustav Adolf Merkel (Oderwitz, 12 novembre 1827 – Dresda, 30 ottobre 1885) è stato un organista e compositore tedesco.

## Vita
In quanto figlio di un insegnante e organista, Merkel ricevette da Ernst Julius Otto e Johann Schneider lezioni di contrappunto e organo e in gioventù fu allievo di Robert Schumann. Per alcuni anni fu insegnante alla scuola di Dresda, nel 1858 divenne organista della Chiesa dell'orfanotrofio e nel 1860 si spostò nella Chiesa di Santa Croce. Nel 1864 divenne organista di corte nella Cattedrale della Santissima Trinità. Dal 1861 fu insegnante nel Reale Conservatorio di Musica. Dal 1867 al 1873 fu direttore dell'Accademia di canto Dreyssig.
Merkel si fece una reputazione come virtuoso dell'organo e compositore di musica organistica. Fra gli altri, fu insegnante del direttore di coro di Dresda e compositore Hugo Richard Jüngst. Il 12 dicembre 1857 fu (come in precedenza Anton Dreyssig) accettato nella loggia Zum goldenen Apfel di Dresda. Nel marzo 1866 fu nominato gran maestro.
Le sue composizioni, che riguardano principalmente l'organo (per il quale spiccano le nove sonate, di cui una, l'op. 30, per due organisti) ma contano anche svariati pezzi per pianoforte e musica corale, mostrano uno stile fortemente conservatore, molto influenzato da Mendelssohn e con similitudini con il lavoro del suo più giovane contemporaneo Joseph Rheinberger.

## Opere (parziali)
Opere per organo
Nove sonate (op. 30, 42, 80, 115, 118, 137, 140, 178, 183) (revisione di Otto Depenheuer)
Orgelschule, op. 177
30 studi per pedaliera, op. 182
Mottetti
Wie lieblich sind deine Wohnungen
Dies ist der Tag, den der Herr gemacht
Pianoforte
Valse Brillante, op. 22 (Breitkopf Härtel 9756)